# 源維義
源 維義（みなもと の これよし）は、平安時代後期の武士。河内源氏、源為義の十四男とされ、その人物像は資料が乏しく、詳細は不明。惟義とも書く。通称を松井冠者と称したとされ、子孫にこれを起源とする為義流松井氏がある。この松井氏は山城国出身とされ、同国葛野郡松井の出という。松井季義の父。

## 略歴
葛野郡松井庄は現在の京都市右京区西院松井町であると考えられる。為義の子供たちの多くは、保元・平治の乱に巻き込まれて戦死または処刑されたが、京六条堀河邸に父・為義と共には居らず、維義のように他所に居住した者や養子となった者もいた。
また、西院松井町の域内にはかつて後院（天皇の隠居所）としての淳和院が存在し、淳和天皇の女院が隠棲の寺をその域内に建立してこれを松院と称したという。松院は後代松井寺と呼ばれ、この地の名称の源となったという。そして、淳和院は別当職を代々源氏長者（当時は村上源氏が世襲）がつとめ、源氏にゆかりの深い施設であるが維義との関係性は不詳である。
維義子孫の松井氏はこの後、山城国を中心に発展分岐し、室町期には松井康之(武将)・松井友閑(武将)等を輩出した。系統としては、この康之の流れが室町幕府御家人として足利氏に仕え、のち和泉上守護家細川氏の細川藤孝（幽斎）に付属して肥後八代城主となる（但し、山城国綴喜郡松井出身説もあり）。また建武年間に足利尊氏に味方し、今川範国に属して山城国から遠江国に移住して二俣城主になる系統（遠江松井氏）があり、この二俣城主の系統から更に分かれて三河国に移住、三河で吉良氏・松平氏に属して江戸時代に至り徳川譜代大名や旗本となる、三河松井氏（松井松平家）などがあった。